# Rosenau
Rosenau är också ett äldre namn på Rožňava i Slovakien. För kommunen i Brandenburg i Tyskland, se Rosenau, Brandenburg.
Rosenau är en kommun i departementet Haut-Rhin i regionen Grand Est (tidigare regionen Alsace) i nordöstra Frankrike. Kommunen ligger i kantonen Huningue som tillhör arrondissementet Mulhouse. År 2022 hade Rosenau 2 388 invånare.

## Befolkningsutveckling
Antalet invånare i kommunen Rosenau
| Referens: INSEE |